# Andrzej Sosnowski

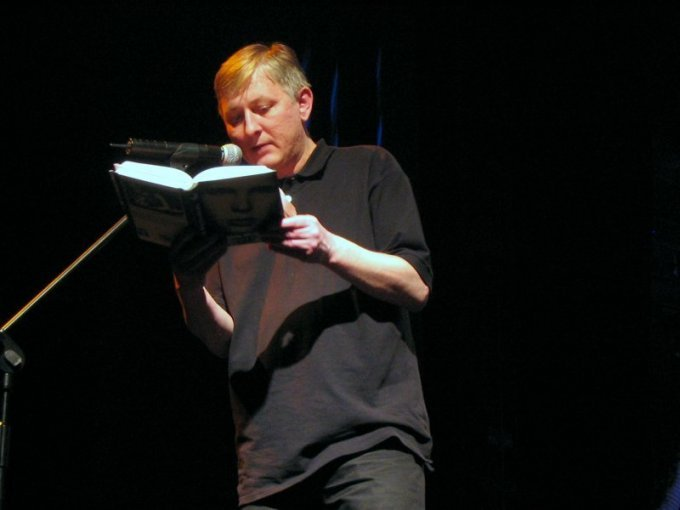
Andrzej Sosnowski (2005)

Andrzej Sosnowski, mit Pseudonym Earthling, Mikołaj Siwecki, Andrzej Ziemiańczyk und Andrzej Ziemiański (* 29. Mai 1959 in Warschau), ist ein polnischer Dichter, Literaturkritiker, Essayist und Übersetzer.

## Leben
Sosnowski wurde 1959 in Warschau geboren. Sein Großvater mütterlicherseits war der Autor, Redakteur und Übersetzer Władysław Kozłowski.
Nach dem Abitur 1978 nahm Sosnowski ein Studium der Anglistik an der Universität Warschau auf, wo er 1984 den Magister erhielt und als wissenschaftlicher Mitarbeiter im Institut für Englische Philologie an der Universität Warschau arbeitete. 1986 debütierte er als Dichter mit den Gedichten Agonia, Poranek niedzielny, die in der Zeitschrift Powściągliwość i Praca veröffentlicht wurden. 1987 machte er sein Debüt als Übersetzer und Literaturkritiker mit der kommentierten Übersetzung von Gedichten von Ezra Pound, die in der Literatura na Świecie publiziert wurde.
1989 reiste er für drei Jahre nach Kanada, wo er Materialien für seine Doktorarbeit über das Werk von Ezra Pound an der University of Western Ontario sammelte. In den folgenden Jahren setzte er seine Forschungen fort, schloss seine Doktorarbeit jedoch nicht ab.
1992 kehrte er nach Warschau zurück und arbeitete ab 1993 als Redakteur für die Literatura na Świecie, wo er zunächst hauptsächlich Übersetzungen aus dem Englischen und später auch aus dem Französischen veröffentlichte.
Von 1995 bis 2005 gab er Seminare zur amerikanischen Dichtung des 20. Jahrhunderts an der Universität Warschau.
1997 erhielt er den Kościelski-Preis für sein Gesamtwerk. 1999 wurde er Mitglied des polnischen PEN-Clubs.
Von 1988 bis 2016 publizierte er Gedichte, Rezensionen, Prosa und Übersetzungen in den Zeitschriften Akcent, Twórczość, Literatura na Świecie, Odra, Kresy, Czas Kultury, Res Publica Nowa, Tygodnik Powszechny, Arkusz, Nowe Książki, Bliza und Opowiadanie.
2011 wurde ihm der Einzelpreis des Literaturpreises Gdynia verliehen und 2017 erhielt er den Breslauer Lyrikpreis Silesius für sein Gesamtwerk.
Er lebt in Warschau.

## Bibliografie

### Lyrik
- Dom bez kantów, 1992; 2. Auflage, 1998
- Życie na Korei, 1992
- Nouvelles impressions d’Amérique, 1994; 2. Auflage 2004
- Sezon na Helu, 1994
- Oceany, 1996
- Cover, 1996
- Stancje, 1997 (nominiert für den Nike-Literaturpreis 1998)
- Konwój; Opera, 1999
- Zoom, 2000
- Wiersze, 2001
- Taxi, 2003
- Gdzie koniec tęczy nie dotyka ziemi, 2005 (nominiert für den Literaturpreis Gdynia 2006)
- Dożynki. 1987–2003, 2006
- Po tęczy, 2007 (Gewinner des Breslauer Lyrikpreises Silesius 2008; nominiert für den Nike-Literaturpreis 2008)
- Dla tej ciemnej miłości dzikiego gatunku, 2008
- Pozytywki i marienbadki, 2009
- Poems, 2011
- Sylwetki i cienie, 2012 (Gewinner des Literaturpreises Gdynia 2013)
- Dom ran, 2015
- Zmienia to postać legendarnych rzeczy, 2016
- Trawers, 2017

### Drama
- Lizetta. Komedia tragiczna w trzech aktach i dwudziestu czterech scenach z towarzyszeniem chóru mnichów, 2006

### Essays
- Najryzykowniej, 2007 (nominiert für den Literaturpreis Gdynia 2008)
- Stare śpiewki. (Sześć godzin lekcyjnych o poezji), 2013

### Übersetzungen
- No i wiesz von John Ashbery, 1993
- Księżna Zubaroff von Ronald Firbank, 1993
- Images while drowning = Obrazy w oczach tonącego von Nancy Burke, 1997
- Zdeptany kwiatuszek von Ronald Firbank, 1998
- Dwie poważne damy von Jane Bowles, 2005
- Osobne przyjemności von Harry Mathews, 2008
- Dokumenty mające służyć za kanwę von Raymond Roussel, 2008
- Tomasz Mroczny; Szaleństwo dnia von Maurice Blanchot, 2009
- Studium temperamentu von Ronald Firbank, 2009
- Cztery poematy von John Ashbery, 2012
- W letnim domku von Jane Bowles, 2012
- Przeludnienie i sztuka von John Cage, 2012
- Trzy poematy von James Schuyler, 2012
- Imitacja życia i inne wiersze von Peter Gizzi, 2013
- Zapominanie Eleny von Edmund White, 2013
- Kochając von Henry Green, 2015